# Czarkowy (gmina)
Czarkowy – dawna gmina wiejska istniejąca do 1954 roku w woj. kieleckim. Nazwa gminy pochodzi od wsi Czarkowy, lecz siedzibą władz gminy był Krzczonów.
W okresie międzywojennym gmina Czarkowy należała do powiatu pińczowskiego w woj. kieleckim. 1 kwietnia 1928 z gminy Czarkowy wyłączono wieś Kuchary, włączając ją do gminy Chotel.
Po wojnie gmina zachowała przynależność administracyjną. Według stanu z dnia 1 lipca 1952 roku gmina składała się z 17 gromad: Charzewice, Czarkowy, Dębiany, Kamienna, Kocina, Kolosy, Krzczonów, Mikołajów, Ostrów, Rzemienowice, Sokolina, Stropieszyn, Szczytniki, Trębaczów, Wawrowice, Zagajów i Zięblice.
Jednostka została zniesiona 29 września 1954 roku wraz z reformą wprowadzającą gromady w miejsce gmin. Po reaktywowaniu gmin z dniem 1 stycznia 1973 roku gminy Czarkowy nie przywrócono, a jej dawny obszar wszedł głównie w skład gmin Nowy Korczyn w powiecie buskim i Opatowiec w powiecie kazimierskim.